# John Hancock Tower
Der John Hancock Tower, dessen offizieller Name seit Juli 2015 nach seiner Adresse schlicht 200 Clarendon lautet, ist mit 241 Metern und 60 Stockwerken das höchste Gebäude in Boston.

## Benennung
Als „John-Hancock-Gebäude“ wurden in der Stadtgeschichte Bostons sogar drei verschiedene Gebäude bezeichnet. Alle beherbergten Büros der John-Hancock-Versicherungsgesellschaft (John Hancock Insurance), die ihren Namen dem ehemaligen Gouverneur und Gründervater John Hancock verdankt.
Die beiden ehemaligen John-Hancock-Gebäude stehen in direkter Nähe zum neuen Turm. An einer Stelle spiegeln sich die alten Gebäude in der Fassade des neuen. Das erste John-Hancock-Gebäude ist der flache Bau im Vordergrund aus dem Jahr 1922 und heißt heute Stephen L. Brown Building (Adresse 197 Clarendon St.). Dahinter steht der „alte“ John-Hancock-Tower mit 26 Stockwerken aus dem Jahr 1947, der inzwischen in Berkeley Building umbenannt wurde (Adresse 200 Berkeley Street).
Die Namensänderung von John Hancock Tower in 200 Clarendon Street erfolgte im Juli 2015, als der Pachtvertrag des Gebäudes auslief. Vertraglich war festgelegt worden, dass das Hochhaus nur so lange den Namen „John Hancock“ behalten würde, wie John Hancock Financial darin ihren Firmensitz hatte.

## Architektur

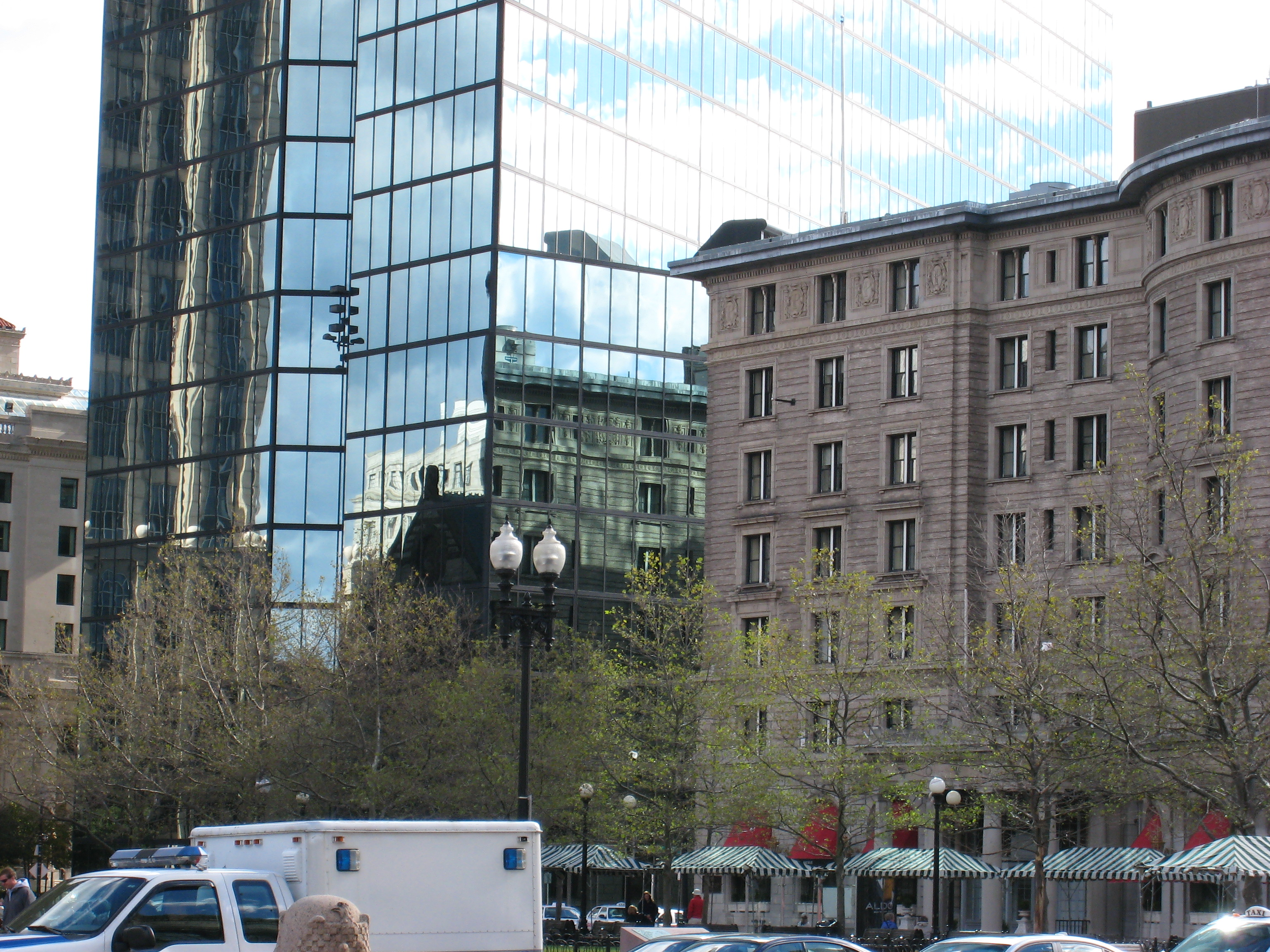
Der Turm spiegelt seine Umgebung wider

Der Turm wurde von den beiden Architekten I. M. Pei und Henry N. Cobb entworfen (Firma Pei, Cobb and Freed). Im Jahr 2005 war er auf Platz 45 der höchsten Gebäude der USA und auf Platz 131 im weltweiten Vergleich. Der Grundriss ist ein Parallelogramm. Die Architektur ist modernistisch, monolithisch und durch die durchgehende, komplett bläulich verspiegelte Glasfassade gleichzeitig minimalistisch. An klaren Tagen spiegelt der Turm seine Umgebung und fügt sich dadurch in das Stadtbild ein. Der Stil wurde in Deutschland einige Jahre später unter anderem bei der Zentrale der Deutschen Bank in Frankfurt am Main aufgegriffen.

## Bauprobleme
Während und nach dem Bau traten mehrere Probleme auf. Bereits bei der Errichtung der Baugrube für die Fundamente kam es zu Bodenbewegungen und Schäden an benachbarten Gebäuden aufgrund zu schwacher Stützwände.

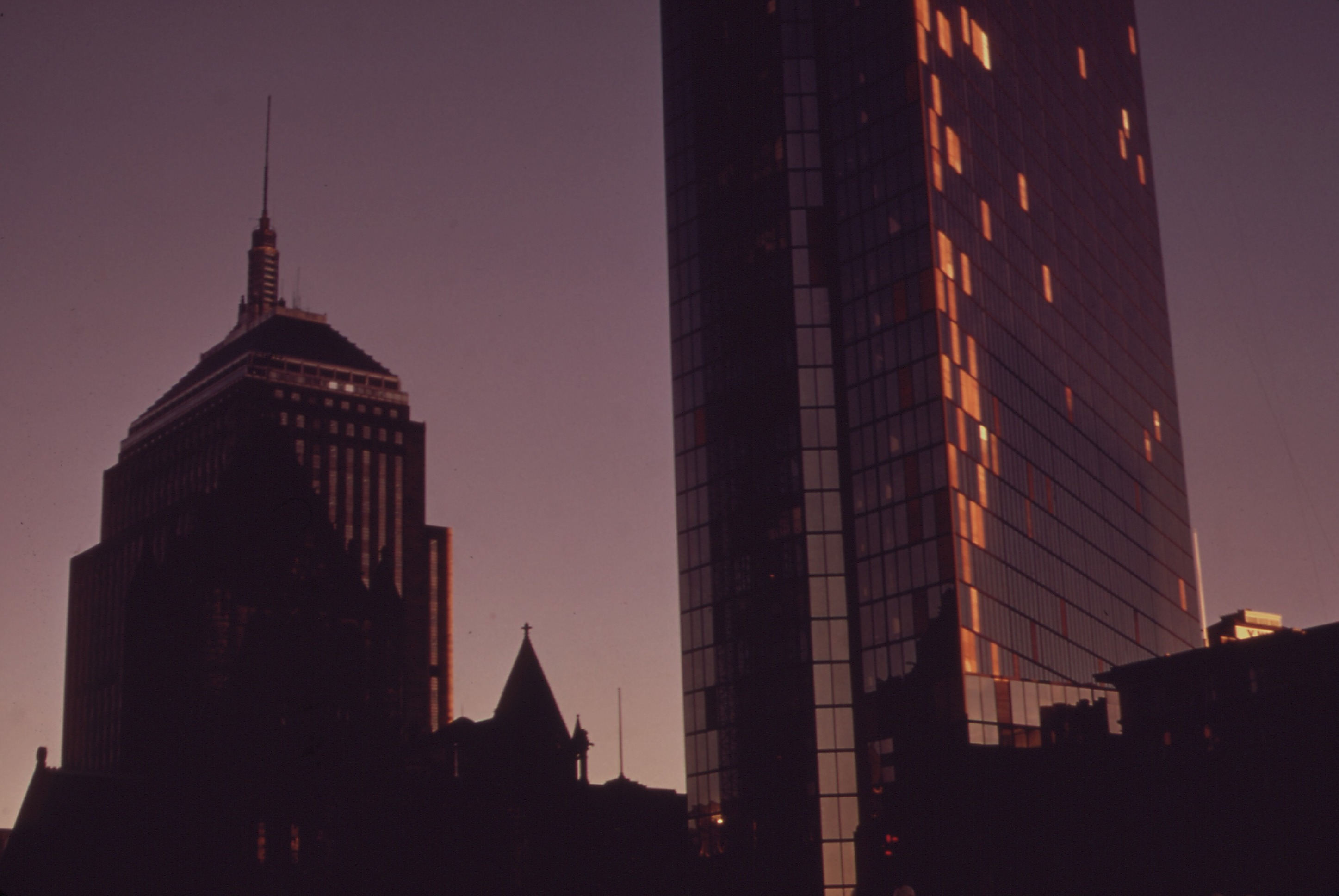
John Hancock Tower während des Baus mit Holzplatten in den Fenstern, Aufnahme von 1973.

Spektakulärer waren die Fassadenprobleme nach Fertigstellung: Aufgrund des Luftzwischenraumes der Doppelscheiben lösten sich bei Wind immer wieder Scheiben (1,20 × 3,40 m; 227 kg Gewicht) von der Fassade ab und fielen auf die Straße. Die Polizei musste bei Windgeschwindigkeiten von mehr als 72 km/h die Umgebung des Turms absperren. Die Löcher in der Fassade wurden vorübergehend mit Sperrholz-Platten verschlossen, was dem Bau im Volksmund den spöttischen Namen „Plywood-Palace“ (Sperrholz-Palast) einbrachte sowie den Witz, er wäre „das höchste Sperrholz-Gebäude der Welt“. Dem Boston Globe zufolge wurde das Problem erst nach Windkanal-Versuchen in Zusammenarbeit mit dem Massachusetts Institute of Technology (MIT) gelöst und ab 1973 die gesamte Fassade gegen Einscheiben-Sicherheitsglas ausgetauscht. Durch seine Glasfassade leidet der Turm heute unter hohen Klimatisierungskosten.
Das größte Problem war die potentielle Einsturzgefahr des ganzen Bauwerkes aufgrund der zu geringen Steifigkeit in Längsrichtung durch Vernachlässigung von Effekten zweiter Ordnung – die Querrichtung war hingegen bereits ausreichend steif projektiert worden. Es mussten 1650 t Stahl zusätzlich verbaut werden, um das Bauwerk sicher zu machen. Ein weiteres Problem, ein starkes Schwanken, das in den oberen Etagen bei einigen Mitarbeitern zu Seekrankheit geführt haben soll, wurde durch den Einbau zweier je 136 t schwerer Tilgerpendel in die 58. Etage gelöst.
Lange wurden die Probleme nicht öffentlich, weil die beteiligten Parteien Stillschweigen vereinbart hatten. Insgesamt verzögerte sich die Bauzeit auch durch weitere Probleme um mehrere Jahre, die vorgesehenen Baukosten von 75 Millionen US-Dollar stiegen auf insgesamt 175 Millionen US-Dollar.

## Auszeichnung
Vom American Institute of Architects bekam das Gebäude 2011 den Twenty-five Year Award verliehen.

## Trivia
In der Fernsehserie Fringe – Grenzfälle des FBI wird dieses Gebäude als das Hauptquartier des FBI ausgegeben. Das wirkliche Büro befindet sich jedoch auf der One Center Plaza.

## Bildergalerie

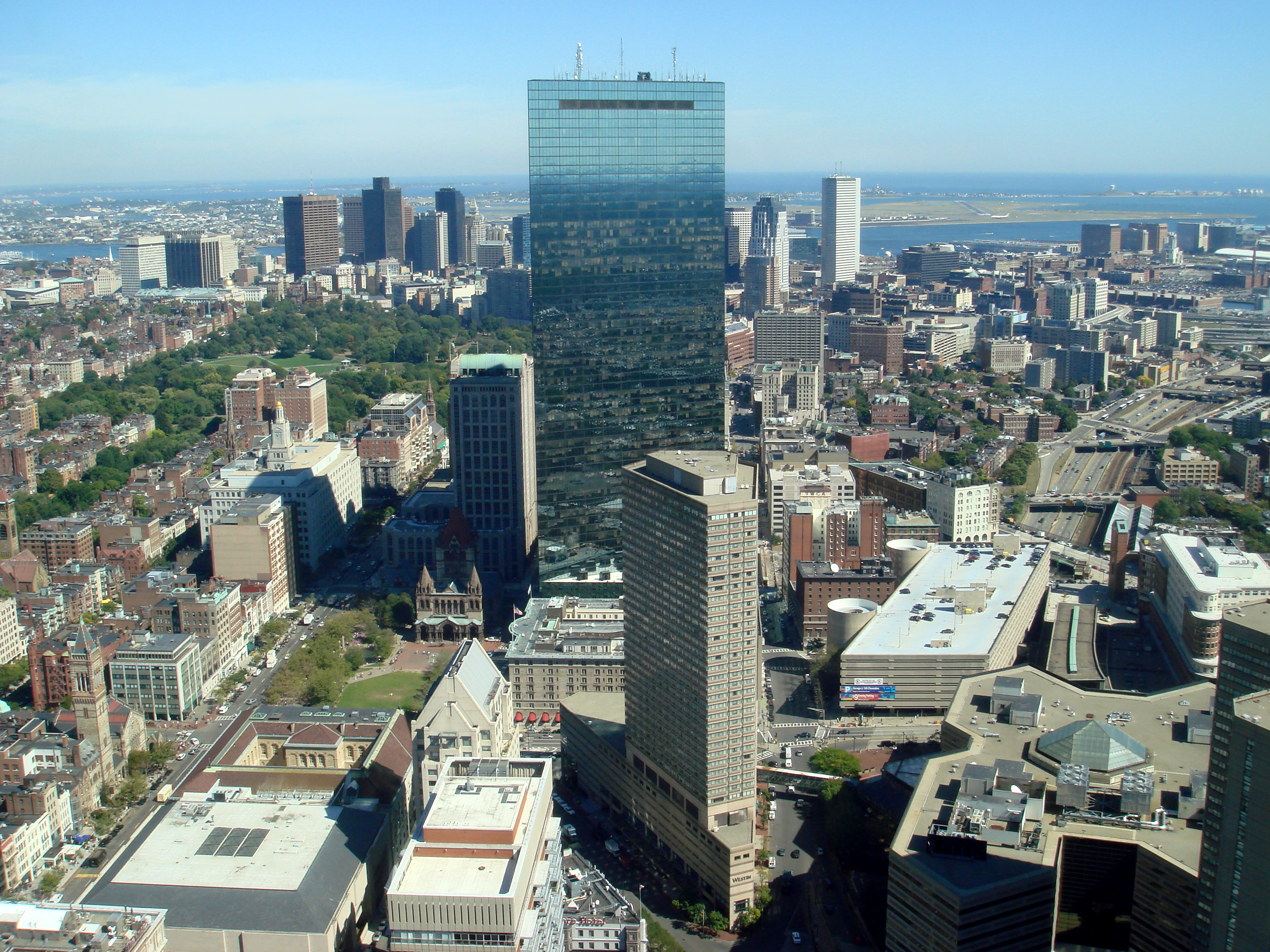
Der John Hancock Tower und die Skyline von Boston
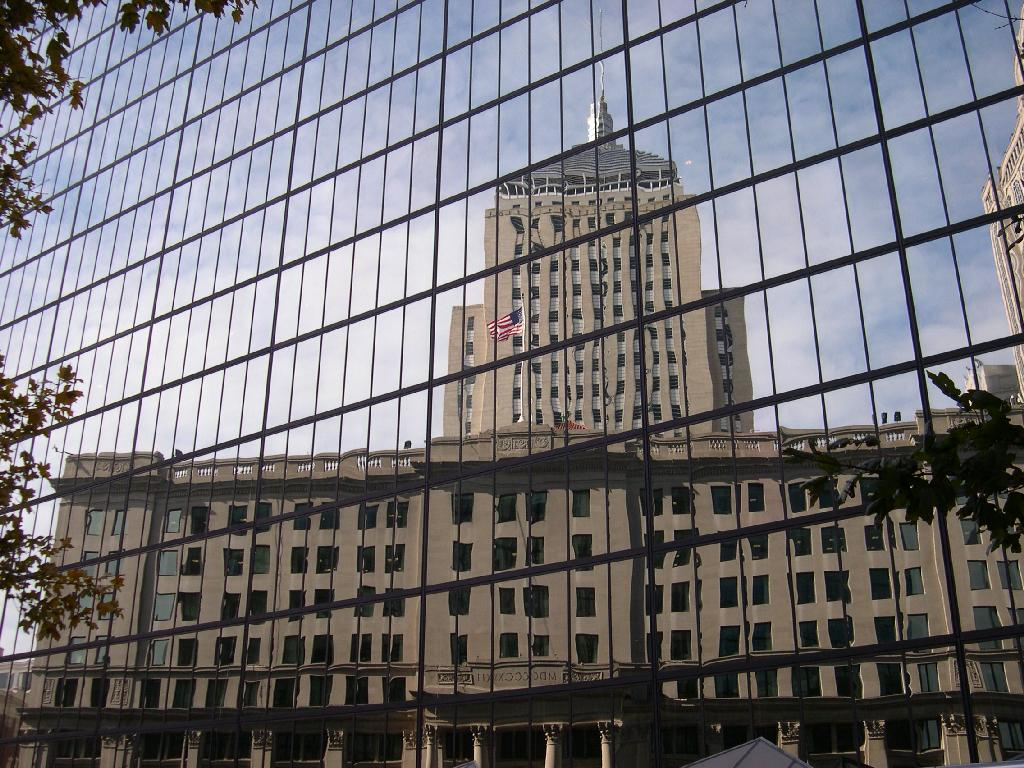
An einer Stelle spiegeln sich die beiden älteren John-Hancock-Gebäude in der Fassade des neuen.
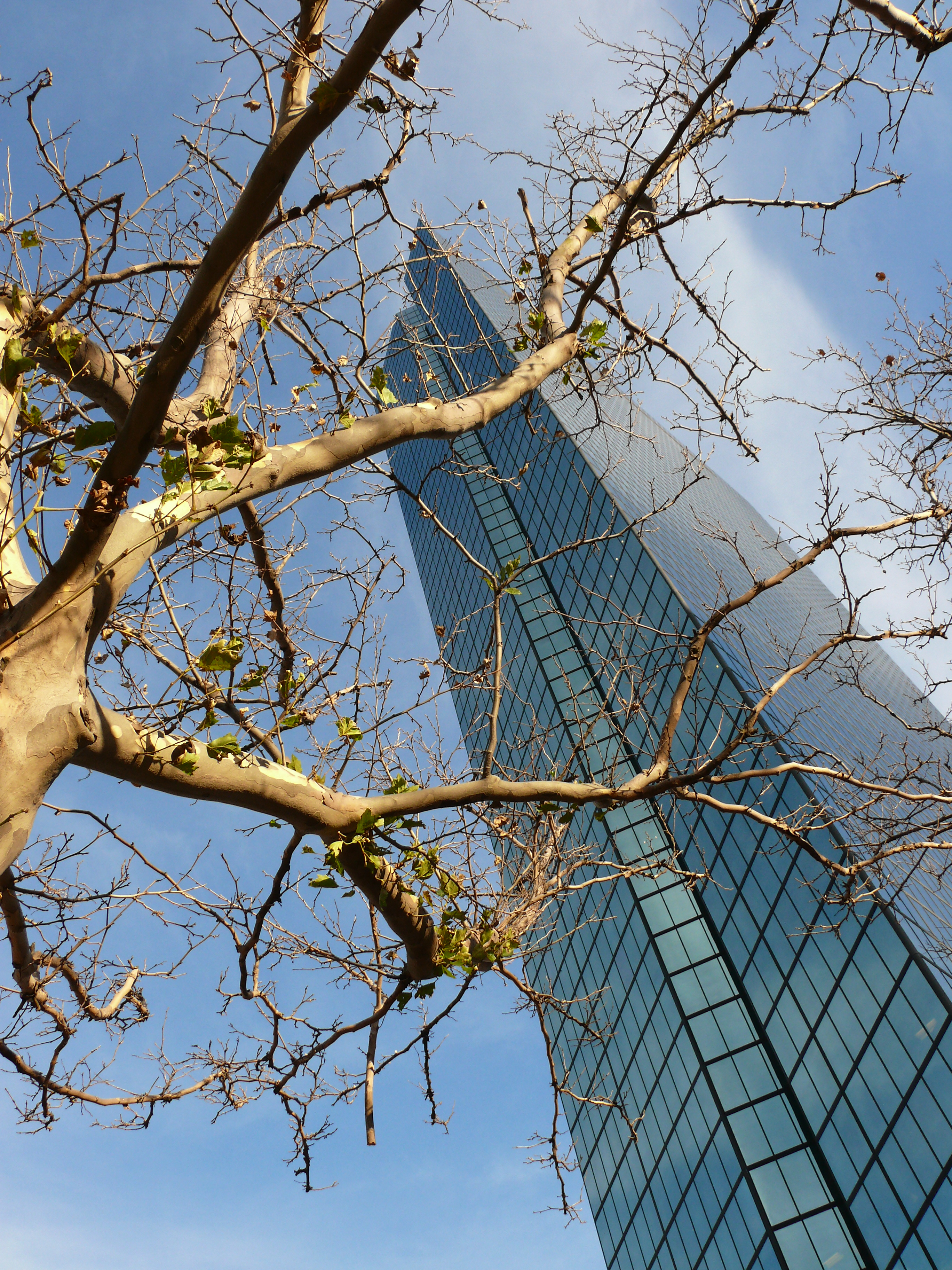
Ein Baum vor dem Tower
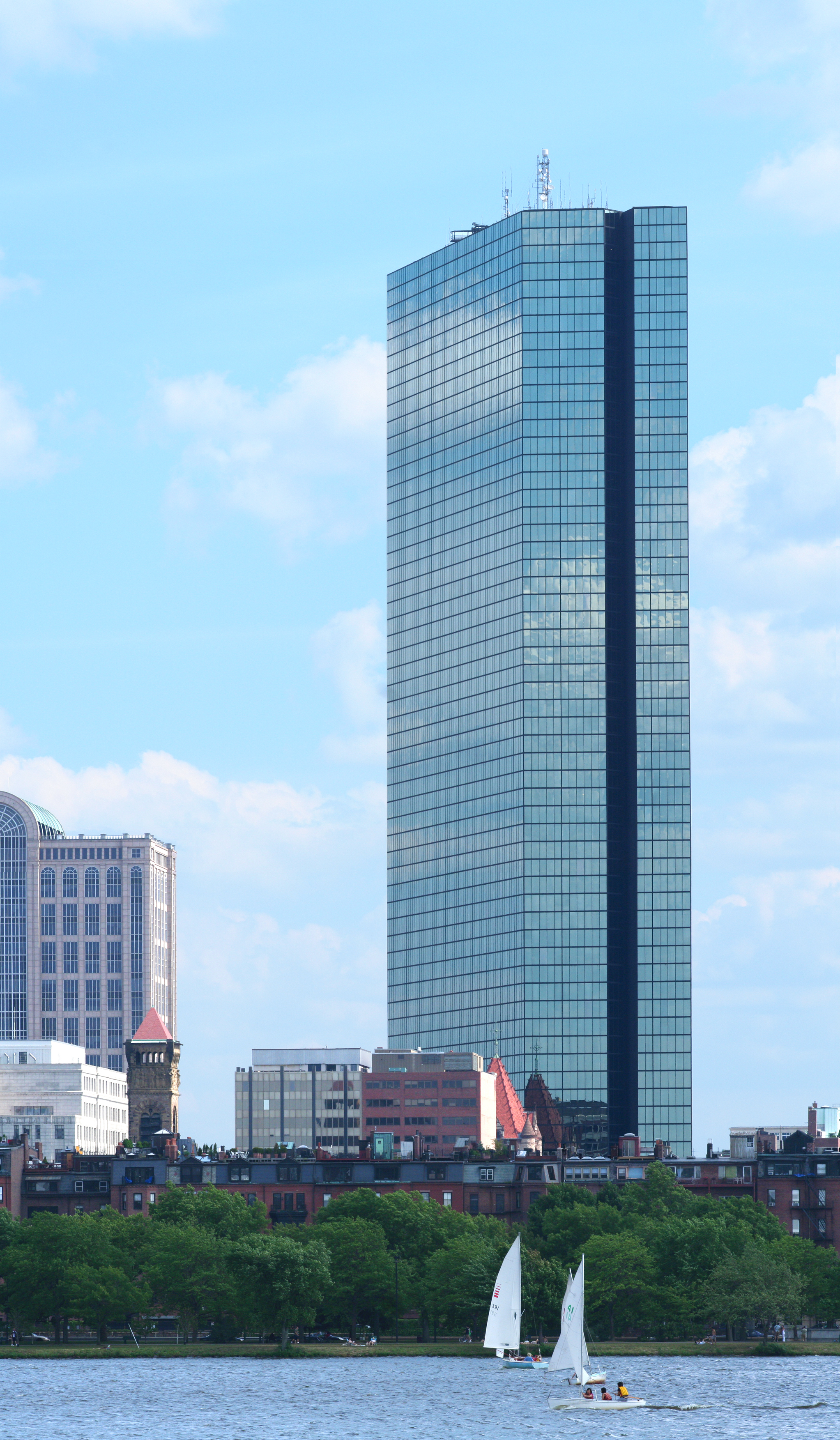
Blick auf den Tower vom Charles River aus